# تانسیا آبت
تانسیا آبت (زاده ۱۹۸۸ در برلین) یک هنرپیشه آلمانی است.

## زندگی
تانسیا ابت در سال ۱۹۸۸ در برلین متولد شد. او تحصیلات خود را در سال ۲۰۱۰ در مدرسه نمایش در شارلوتنبورگ به پایان رساند و در سال ۲۰۱۳ با مدرک دیپلم فارغ‌التحصیل شد. در سال ۲۰۱۶ او نقش کالیس شرمایر را در وینر شوسپیلهاوس در درب انبار به کارگردانی توماس بو نیلسون بازی کرد.